# Миколаївський автобус
Миколáївський автóбус — автобусна система, один із видів громадського транспорту в місті Миколаєві. Станом на 2024 рік обслуговує 4 маршрути та налічує в автопарку 39 автобусів.
Автобус є найпоширенішим видом транспорту у місті поряд з тролейбусами, трамваями.

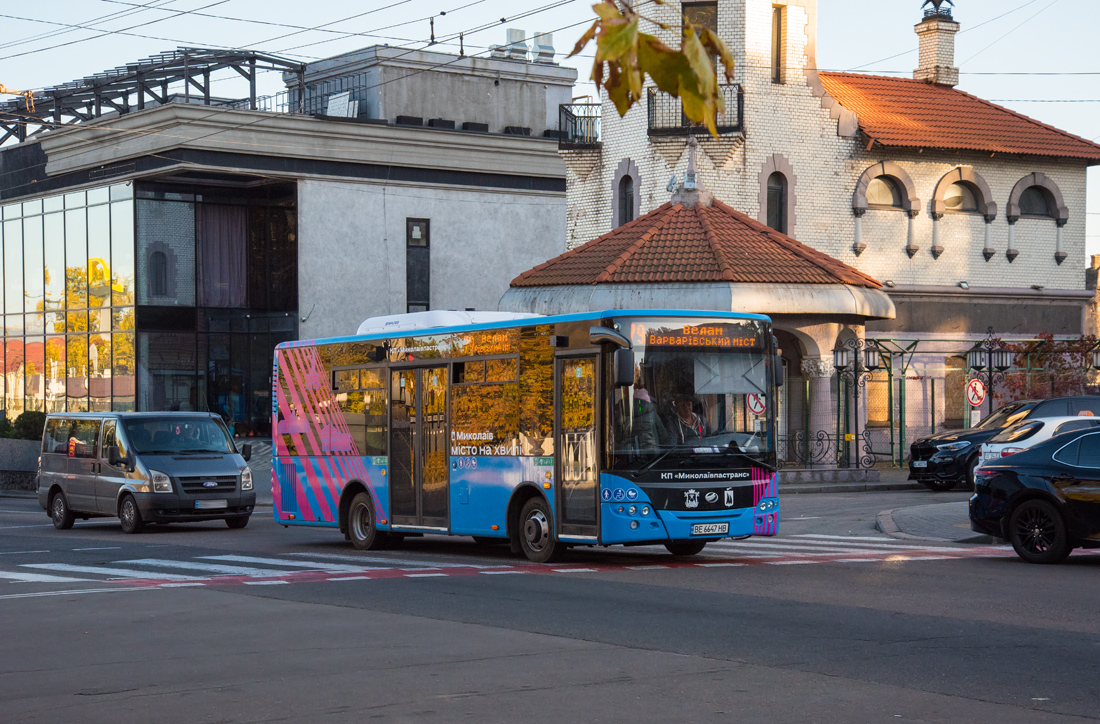
Автобус ЗАЗ у центрі міста

## Історія
Миколаївський автобус діє з 9 липня 2019 року[джерело?]. На момент відкриття підприємство налічувало в автопарку було 23 автобуси МАЗ 206086, які були придбані на умовах лізингу. 
Також під час повномасштабного вторгнення Росії в Україну, 17 травня 2022 року, муніципальна автобусна компанія Варшави передала місту 5 автобусів Solaris Urbino 12. Загалом під час війни автобусний парк міста значно поповнився новим транспортом. Наприклад за 2023 рік місто отримало 7 автобусів. Транспорт надходив як допомога від Німеччини, Норвегії та Чехії.

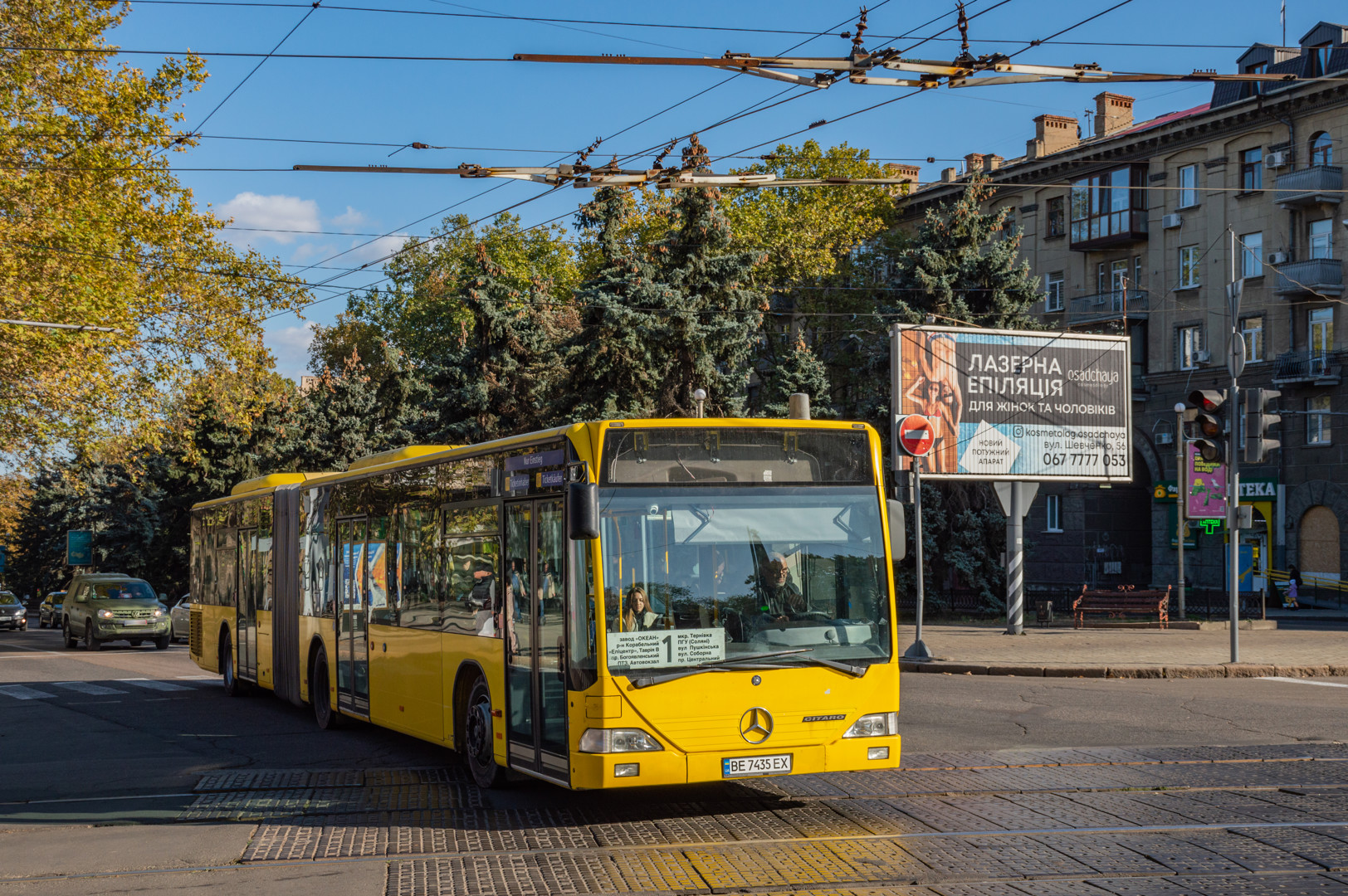
Автобуси передані Німеччиною

## Маршрути
| Перелік автобусних маршрутів в місті Миколаїв | Перелік автобусних маршрутів в місті Миколаїв | Перелік автобусних маршрутів в місті Миколаїв | Перелік автобусних маршрутів в місті Миколаїв |
| №                                             | Початковий пункт                              | Кінцевий пункт                                | Протяжність, км                               |
| --------------------------------------------- | --------------------------------------------- | --------------------------------------------- | --------------------------------------------- |
| 1                                             | Завод «Океан»                                 | Мікрорайон «Північний»                        | 29,6 км                                       |
|                                               |                                               |                                               |                                               |
| 79                                            | вулиця Нікольська 6                           | ВТФ «Велам» (вул.Троїцька)                    | 17 км                                         |
|                                               |                                               |                                               |                                               |
| 81                                            | Мікрорайон «Намив»                            | Мікрорайон «Ракетне урочище»                  | 15,6 км                                       |
|                                               |                                               |                                               |                                               |
| 91                                            | Центральний стадіон                           | Мікрорайон «Балабанівка»                      | 23,2 км                                       |
|                                               |                                               |                                               |                                               |